# Richard Myers
Richard Bowman Myers (ur. 1 marca 1942 w Kansas City w stanie Missouri) – emerytowany generał amerykański, 15. przewodniczący Kolegium Połączonych Szefów Sztabów United States Armed Forces w latach 2001-2005.
Jako Przewodniczący KPSS generał Myers był najwyższym rangą oficerem w całych Siłach Zbrojnych Stanów Zjednoczonych. Urząd objął 1 października 2001, a stanowisko opuścił i przeszedł na emeryturę 30 września 2005. Na stanowisku zastąpił go gen. Peter Pace.

## Edukacja
- 1965 – inżynier (BS), Uniwersytet Stanu Kansas(inne języki), Manhattan, Kansas
- 1977 – magister (MBA), Auburn University at Montgomery(inne języki), Montgomery, Alabama